# 加拉加斯足球俱乐部
加拉加斯足球俱乐部（Caracas FC）是委内瑞拉首都加拉加斯市的一个职业足球俱乐部。该队现参加委内瑞拉足球甲级联赛。该队曾11次获得联赛冠军，为委内瑞拉夺冠次数最多的俱乐部。

## 荣誉
- 委内瑞拉足球甲級聯賽
  - 冠军：1991-92, 1993-94, 1994-95, 1996-97, 2000-01, 2002-03, 2003-04, 2005-06, 2006-07, 2008-09, 2009-10
- 委内瑞拉盃
  - 1988, 1994, 1995, 2000, 2009